# 41004 Wolner
41004 Wolner è un asteroide della fascia principale interna. Scoperto nel 1999, presenta un'orbita caratterizzata da un semiasse maggiore pari a 2,743165 UA e da un'eccentricità di 0,092400, inclinata di 2,505241° rispetto all'eclittica.
Catherine "Cat" Wallace Vaccaro Wolner è una scrittrice e redattrice scientifica americana. Wolner si occupa delle pubblicazioni per le missioni OSIRIS-REx e APEX, rispettivamente dedicate agli asteroidi Bennu e Apophis, ed è coautrice del primo atlante di un asteroide, Bennu 3-D: Anatomy of an Asteroid.